# Lista compozițiilor de Serghei Prokofiev

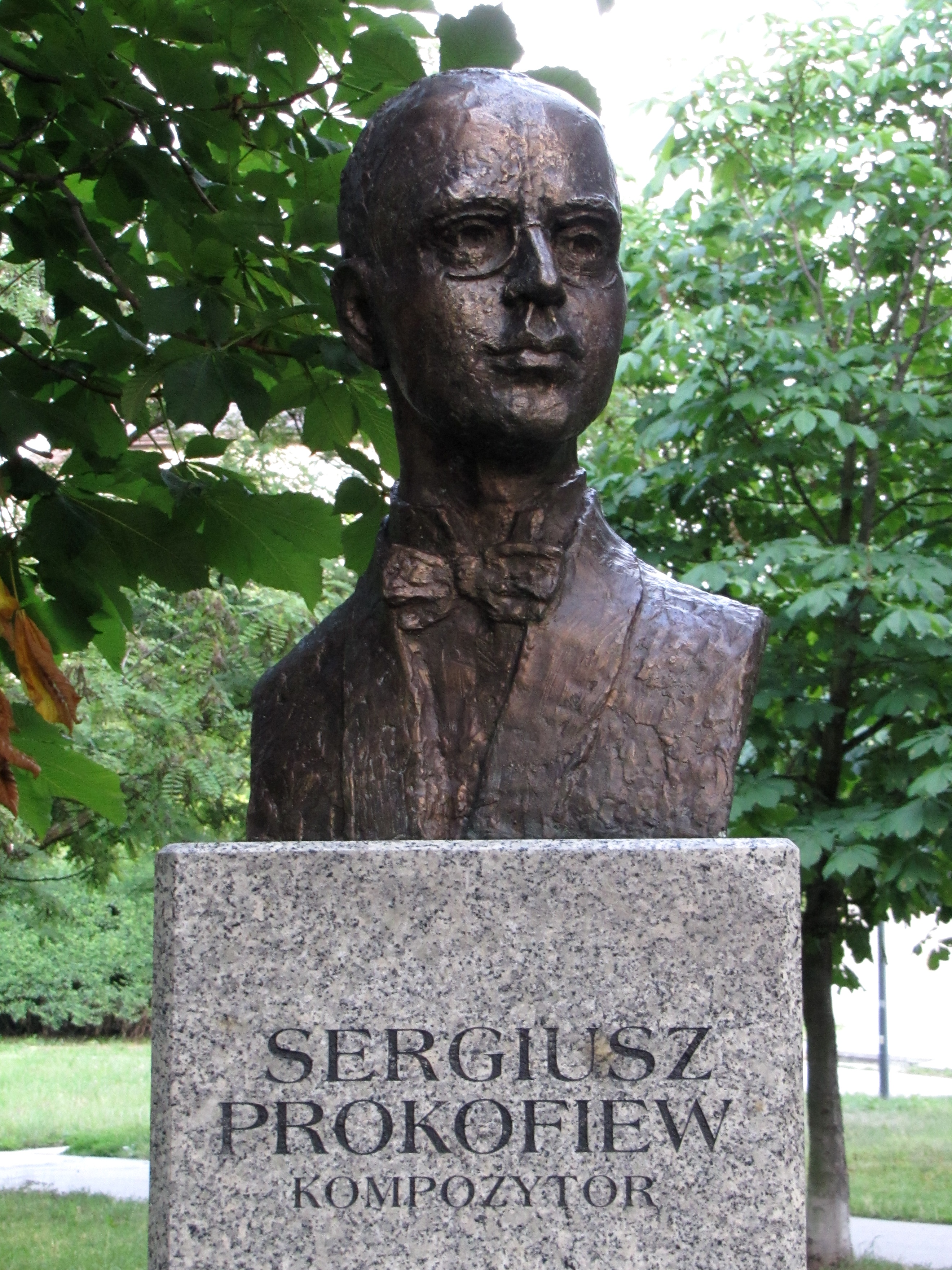
Bustul lui Serghei Prokofiev din Kielce (Polonia)

Aceasta este lista compozițiilor lui Serghei Prokofiev (1891-1953), ordonate după gen.

## Opere
- Uriașul (1900)
- Insulele părăsite
- Sărbătoare în timpul ciumei
- Undina
- Maddalena, Op. 13 (1911-1913)
- Jucătorul, Op. 24 (1915-1916, revizuită în 1927), după Dostoievski
- Dragostea celor trei portocale, Op. 33 (1919)
- Îngerul de foc, Op. 37 (1919-1928)
- Semyon Kotko, Op. 81 (1939)
- Logodna într-o mănăstire, Op. 86 (1940-1941)
- Război și pace, Op. 91 (1941-1952), după Tolstoi
- Povestea unui om adevărat, Op. 117 (1947-1948)
- Khan Buzay - operă (1942 neterminată )
- Mări îndepărtate(1948, neterminată)

## Balete
- Ala și Lolli, Op. 20 (1914-1915), mare parte incorporată în Suita scită
- Bufonul, Op. 21 (1915, revizuită în 1920)
- Trapeze, Op. 39 (1924), mare parte incorporată în Cvintet, Op. 39 (1924)
- Pasul de oțel, Op. 41 (1925-1926)
- Fiul risipitor, Op. 46 (1928-1929)
- Pe Boristen, Op. 51 (1930-1931)
- Romeo și Julieta, Op. 64 (1935-1936)
- Cenușăreasa, Op. 87 (1940-1944)
- Floarea de piatră, Op. 118 (1948-1953)

## Lucrări orchestrale

### Simfonii
- Simfonia nr. 1 în Re major Clasica, Op. 25 (1916-1917)
- Simfonia nr. 2 în Re minor, Op. 40 (1924-1925)
- Simfonia nr. 3 în Do minor, Op. 44 (1928)
- Simfonia nr. 4 în Do major (versiunea originală), Op. 47 (1929-1930)
- Simfonia nr. 5 în Si bemol-major, Op. 100 (1944)
- Simfonia nr. 6 în Mi bemol major, Op. 111 (1945-1947)
- Simfonia nr. 4 în Do major (versiunea revizuită), Op. 112 (1947)
- Simfonia nr. 7 în Do diez minor, Op. 131 (1951-1952)
- Simfonia nr. 2 în Re minor (versiunea revizuită), Op. 136 (nerealizată)

### Concerte
Pian
- Concertul pentru pian nr. 1 în Re bemol major, Op. 10 (1911-1912)
- Concertul pentru pian nr. 2 în Sol minor, Op. 16 (1912-1913, pierdut, rescrisă în 1923)
- Concertul pentru pian nr. 3 în Do major, Op. 26 (1917-1921)
- Concertul pentru pian nr. 4 în Si bemol major, Op.53 (1931) - pentru mâna stângă (compus pentru Paul Wittgenstein)
- Concertul pentru pian nr. 5 în Sol major, Op. 55 (1932)
- Concertul pentru pian nr. 6, Op. 134 (1952, neterminat)

Vioară
- Concertul pentru vioară nr. 1 în Re major, Op. 19 (1916-1917)
- Concertul pentru vioară nr. 2 în Sol minor, Op. 63 (1935)

Violoncel
- Concertul pentru violoncel în Mi minor, Op. 58 (1933-1938)
- Simfonie-Concert pentru violoncel și orchestră în Mi minor, Op. 125 (1950-1952)
- Concertino pentru violoncel în Sol minor, Op. 132 (1952, neterminat)

### Suite orchestrale
- 3 suite din Romeo și Julieta
  - Suita nr. 1, Op. 64bis
  - Suita nr. 2, Op. 64ter
  - Suita nr. 3, Op. 101

- 3 suite din Cenușăreasa
  - Suita nr. 1, Op. 107
  - Suita nr. 2, Op. 108
  - Suita nr. 3, Op. 109

- 3 suite din Povestea Florii de Piatră
  - Suita de nuntă, Op. 126
  - Fantezia țigănească, Op. 127
  - Rapsodia Uralilor, Op. 128

- Suita scită, Op. 20 (din Ala i Lolli)
- Suită din Jucătorul, Op. 21bis
- Suită din Dragostea celor trei portocale, Op. 33bis
- Suită vocală din Îngerul de foc, Op. 37bis
- Suită din Pasul de oțel, Op. 41bis
- Suită din Fiul risipitor, Op. 46bis
- Suită din Jucătorul (Patru Portrete și Deznodământ), Op. 49
- Suită din Pe Nipru, Op. 51bis
- Suită din Locotenentul Kijé, Op. 60
- Suită din Nopți egiptene, Op. 61
- Suită din Semyon Kotko, Op. 81bis
- Suită de valsuri, Op. 110 (1946)
- Noapte de vară - suită din Logodna într-o mănăstire, Op. 123
- Doamna de pe Muntele de Cupru - suită orchestrală din Floarea de piatră, Op. 129 (nerealizată)

### Alte lucrări orchestrale
- Sinfonietta în La major (versiunea originală), Op. 5 (1909)
- Visuri, Op. 6 (1910)
- Autumnal, Op. 8 (1910)
- Andante din Sonata pentru pian nr. 4, Op. 29bis
- Uvertură pe teme evreiești, Op. 34bis
- Uvertura americană, Op. 42 pentru 17 instrumente (1926)
- Uvertura americană, Op. 42bis pentru orchestră
- Divertimento, Op. 43 (1925-1929)
- Sinfonietta în La major (versiunea revizuită), Op. 48 (1929)
- Andante din Cvartetul de coarde nr. 1, Op. 50bis
- Cântec simfonic, Op. 57 (1933)
- Uvertura rusească, Op. 72 (1936)
- Marș simfonic, Op. 88 (1941)
- Anul 1941, Op. 90 (1941)
- Odă pentru sfârșitul războiului, Op. 105 (1945) pentru instrumente de suflat din lemn, 8 harpe, 4 piane, percuție și contrabași
- Treizeci de ani, Op. 113 (1947), poem festiv pentru orchestră
- Valsurile Pushkin, Op. 120 (1949)
- Întâlnirea dintre Volga și Don, Op. 130 (1951), poem festiv pentru orchestră

### Lucrări vocal-simfonice
- Două poeme pentru cor feminin și orchestră, Op. 7 (1909-1910)
- Rățușca cea urâtă, Op. 18 (1914) pentru soprană și orchestră
- Șapte, Sunt Șapte, Op. 30 (1917-1918, revizuită în 1933), cantată pentru tenor, cor și orchestră
- Melodie, Op. 35bis (1920) pentru voce feminină și orchestră
- Suită vocală din Îngerul de foc, Op. 37bis (1923, neterminată)
- Petrică și lupul, Op. 67 (1936), o poveste pentru copii pentru narator și orchestră
- Cantată pentru a 20-a Aniversare a Revoluției din Octombrie, Op. 74 (1936-1937), cantată pentru două coruri, orchestră, fanfară militară, acordeoane și percuție
- Cântecele vremurilor noastre, Op. 76 (1936) pentru cor și orchestră
- Alexandr Nevski, Op. 78 (1939), cantată pentru mezzo-soprană, cor și orchestră
- Zdravitsa, Op. 85 (1939), cantată pentru cor și orchestră (cunoscut și sub denumirea de Glorie lui Stalin)
- Balada unui băiat necunoscut, Op. 93 (1942-1943) pentru soliști, cor și orchestră
- Înflorește, tărâm măreț, Op. 114 (1947), cantată pentru cor și orchestră
- Foc de tabără iarna, Op. 122 (1949-1950) pentru cor de băieți și orchestră mică
- De strajă păcii, Op. 124 (1950), cantată pentru cor și orchestră

## Lucrări corale
- Șase cântece, Op. 66 (1935)
- Șapte cântece și un marș, Op. 89 (1941-1942)
- Imnul Național și Imnul Uniunii, Op. 98 (1943 și 1946)
- Cântecul de marș al soldaților, Op. 121 (1950)

## Muzică de cameră
- Scherzo humoresque, Op. 12bis (1915) pentru patru fagoți
- Baladă pentru violoncel și pian, Op. 15
- Uvertură pe teme evreiești, Op. 34 (1919) pentru clarinet, cvartet de coarde și pian
- Cinci cântece pentru vioară și pian, Op. 35bis (1925)
- Cvintet în Sol minor, Op. 39 (1924) pentru oboi, clarinet, vioară, violă și contrabas
- Cvartetul de coarde nr. 1 în Si minor , Op. 50 (1930)
- Sonata pentru două viori în Do major, Op. 56 (1932)
- Sonata pentru vioară nr. 1 în Fa minor, Op. 80 (1946)
- Cvartetul de coarde nr. 2 în Re major, Op. 92 (1941)
- Sonata pentru flaut în Re major, Op. 94 (1943)
- Sonata pentru vioară nr. 2 în Re major, Op. 94a (1943, după Sonata pentru flaut Op. 94)
- Adagio pentru violoncel și pian, Op. 97bis
- Sonata pentru vioară solo în Re major, Op. 115 (1947)
- Sonata pentru violoncel în Do major, Op. 119 (1949)
- Sonata pentru violoncel solo în Do diez minor, Op. 133 (1952, neterminată)

### Sonate pentru pian
- Sonata pentru pian nr. 1 în Fa minor, Op. 1 (1907-1909)
- Sonata pentru pian nr. 2 în Re minor, Op. 14 (1912)
- Sonata pentru pian nr. 3 în La minor, Op. 28 (1907-1917)
- Sonata pentru pian nr. 4 în Do minor, Op. 29 (1908-1917)
- Sonata pentru pian nr. 5 în Do major (versiunea originală), Op. 38 (1923)
- Sonata pentru pian nr. 6 în La major, Op. 82 (1939-1940)
- Sonata pentru pian nr. 7 în Si bemol major Stalingrad, Op. 83 (1939-1942)
- Sonata pentru pian nr. 8 în Si bemol major, Op. 84 (1939-1944)
- Sonata pentru pian nr. 9 în Do major, Op. 103 (1947)
- Sonata pentru pian nr. 5 în Do major (versiunea revizuită), Op. 135 (1952-1953)
- Sonata pentru pian nr. 10 în Mi minor, Op. 137 (1953, neterminată)
- Sonata pentru pian nr. 11, Op. 138 (nerealizată)

### Alte lucrări pentru pian solo
- Patru studii pentru pian, Op. 2 (1909)
- Patru piese pentru pian, Op. 3 (1911)
- Patru piese pentru pian, Op. 4 (1910-1912)
- Toccata în Re minor, Op. 11 (1912)
- Zece piese pentru pian, Op. 12 (1906-1913)
- Sarcasmuri - cinci piese pentru pian, Op. 17 (1912-1914)
- Viziuni fugitive - 20 de piese pentru pian, Op. 22 (1915-1917)
- Poveștile unei bunici, Op. 31 (1918)
- Patru piese pentru pian, Op. 32 (1918)
- Lucrul în sine - două piese pentru pian, Op. 45 (1928)
- Două sonatine pentru pian, Op. 54 (1931-1932)
- Trei piese pentru pian, Op. 59 (1933-1934)
- Pensées (Gânduri) - trei piese pentru pian, Op. 62 (1933-1934)
- Muzică pentru copii - 12 piese ușoare pentru copii, Op. 65 (1935)
- Dumka, după 1933

### Transcripții pentru pian
- Marș și Scherzo din Dragostea celor trei portocale, Op. 33ter
- Divertissement, Op. 43bis
- Șase piese pentru pian Op. 52 (1930-1931), dintr-o varietate de surse
- Zece piese din Romeo și Julieta, Op. 75
- Gavotte din Hamlet
- Trei piese din Cenușăreasa, Op. 95
- Trei piese pentru pian, Op. 96 din Război și pace și Lermontov
- Zece piese din Cenușăreasa, Op. 97
- Șase piese din Cenușăreasa, Op. 102

## Cântece
- Două poeme, Op. 9 (1910-1911)
- Rățușca cea urâtă, Op. 18 (1914)
- Cinci poeme, Op. 23 (1915)
- Cinci poeme după Ahmatova, Op. 27 (1916)
- Cinci cântece fără cuvinte, Op. 35 (1920)
- Cinci poeme după Balmont, Op. 36 (1921)
- Cinci cântece cazace (1927)
- Două cântece din Locotenentul Kijé, Op. 60bis (1934)
- Trei cântece pentru copii, Op. 68 (1936)
- Trei romanțe după Pușkin, Op. 73 (1936)
- Trei cântece din Alexandr Nevski, Op. 78bis (1939)
- Cinci cântece, Op. 79 (1939)
- 12 cântece folclorice rusești, Op. 104 (1944)
- Două duete, Op. 106 (1945)
- Râul curge larg și adânc

## Muzică de fanfară
- Patru marșuri, Op. 69 (1935-1937)
- Marș în La bemol major, Op. 89bis (1941)
- Marș în Si bemol major, Op. 99 (1943-1944)

## Coloane sonore
- Nopți egiptene (1934)
- Boris Godunov, Op. 70bis (1936)
- Evgheni Oneghin, Op. 71 (1936)
- Hamlet, Op. 77 (1937-1938)

## Muzică de film
- Locotenentul Kijé (1934)
- Dama de pică, Op. 70 (1936)
- Alexandr Nevski (1938)
- Lermontov (1941)
- Kotovsky (1942)
- Doi partizani în stepele Ucrainei (1942)
- Ivan cel Groaznic, Op. 116 (1942-1945)